# Viaduct van Vennes
Het viaduct van Vennes (Frans: Viaduc de Vennes) is een spoorwegviaduct in La Venne, een klein plaatsje in de gemeente Stoumont. Het viaduct is een deel van spoorlijn 42 en overspant de Amblève. Het viaduct is genoemd naar het nabijgelegen gehucht La Venne.
Het viaduct is een boogbrug bestaande uit 15 bogen van elk 12,5 meter. Het ganse viaduct is 187 meter lang en heeft een hoogte van 21 meter.
Aan de oostzijde van het viaduct ligt de tunnel van Roanne-Coo en aan de westzijde de tunnel van La Venne.